# Sharman Macdonald
Sharman Macdonald (* 8. Februar 1951 in Glasgow, Schottland) ist eine britische Schriftstellerin und Bühnenautorin.
Macdonald ist die Ehefrau des Schauspielers Will Knightley und Mutter von Caleb und Keira Knightley.

## Werke (Auswahl)
- 1985: When I Was a Girl, I Used to Scream and Shout, Faber and Faber
- 1986: The Beast, Collins
- 1988: Night Night, Collins
- 1991: All Things Nice, Faber and Faber
- 1995: Plays One, (Enthält die Stücke: When I Was a Girl, I Used to Scream and Shout, When We Were Women, The Winter Guest, Borders of Paradise), Faber and Faber
- 1999: After Juliet, Stanley Thornes
- 2003: The Girl with Red Hair,  Faber and Faber
- 2008: The Edge of Love

Das Bühnenstück The Winter Guest wurde 1997 verfilmt.

## Preise und Auszeichnungen
1984 erhielt Macdonald den Evening Standard Theatre Award für die vielversprechendste Stückeschreiberin.